# Seda Türkkan
Seda Türkkan (Bursa, 12 de juny de 1984) és una jugadora de voleibol turca. Actualment juga a l'equip de voleibol femení del Beşiktaş. Ha guanyat la medalla d'argent amb el Beşiktaş a la Copa CEV femenina 2014.